# Judovska književnost
Literatura, vezana na judovsko tematiko in v judovskih jezikih, nastaja zadnjih 3000 let. Pojem judovska literatura se nanaša na: (1) dela, ki jo jih napisali judovski avtorji na judovsko tematiko v kateremkoli jeziku, (2) literarna dela, ki so jih napisali judovski avtorji v hebrejščini, jidiš ali drugih jezikih, ne glede na temo, (3) literarna dela, ki so jih napisali Judje, ne glede na temo in jezik.

## Od zgodnjih začetkov do srednjega veka

### Biblijska literatura (stara zaveza)
Najzgodnejša, največja in najvplivnejša judovska literarna dela so znana pod skupnim imenom Biblija, v hebrejščini Tanakh, ki se deli na tri dele: Postava (Thora) ali Pentatevh oz. Peteroknjižje, Preroki (Nebiim) in Spisi ali Hagiografi (Ketubim), in vsebuje 24 spisov. Judovska bibija vsebuje samo spise Stare zaveze, krščanska pa ji dodaja še Novo zavezo.
Najpomembnejši del je tora, ki obsega Mojzesovo peteroknjižje ali humaš. V puščavi Izhoda je Bog toro razodel neposredno Mojzesu, da jo je zapisal. Poučil ga je tudi o ustni tori, ki vsebuje razlage o napisani. 
Pentatevh obsega 5 zvezkov in prinaša poročilo o nastanku sveta, zgodnji zgodovini človeštva, življenja praočetov Judov, njihovi zgodovini v Izraelu in Egiptu, selitev (eksodus) in 40-letno blodenje Judov po puščavi pod Mojzesovim vodstvom. Velik obseg je namenjen etičnim načelom, teološkim ugotovitvam in zakonom za določanje individualnega in socialnega vedenja ter podrobnostim ritualov za duhovnika in laika. 
V središču te zgodovine je pripoved o tem, kako je Bog s patriarhi sklenil zavezo in po razodetju na Sinajski gori tudi s celotnim judovskim ljudstvom. Sporazum zahteva, da Izraelci častijo Boga in se ravnajo po zakonih tore, Bog pa jim bo v zameno dal deželo Kánaan. Tako so Judje postali izvoljen narod. 
Druga dva dela sta napisana po navdihu Svetega duha (ruah ha-kodeš):
Preroki (Nebiim) se delijo na dva dela: Zgodnji in Poznejši preroki. Zgodnji preroki so zgodovinska dela, ki opisujejo osvajanje obljubljene dežele Kanaan (Jozuetova knjiga), obdobje nereda in namestitve Izraelcev (Sodniki), obdobje utrditve kraljestva pod vodstvom različnih kraljev (Samuelova knjiga in Knjiga kraljev) in obdobje razdelitve dežele na dve kraljestvi ter do asirijskega uničenja Južnega kraljestva in babilonskega uničenja Severnega kraljestva. Poznejši preroki vsebujejo spise treh velikih prerokov Izaije, Jeremije in Ezekiela ter zbirko knjig dvanajsterih prerokov (Ozej, Joel, Zaharija, Jona itd.). 
Osrednja misel knjig je uresničitev božje obljube osvojitve Kánaana, vendar so Izraelci zapustili Boga, zato je kazen za njihovo nezvestobo uničenje vladavine, vendar je upanje v peščici preostalih pravičnih ljudi (»ostanek«), ki bodo prenovili in nadaljevali zavezo z Bogom. Zapisi prerokov opisujejo življenje Judov od časa Mojzesa (13. stoletje pr. št.) do časa preroka Malahije (450 pr. št.). 
Spisi (Ketubim ali Hagiografi) obsegajo različne literarne vrste in posebnosti: poezijo (Psalmi), dialog (Jobova knjiga), ljubezenska pesem (Visoka pesem), žalostinke, zgodovinska in polzgodovinska dela (Kroniška knjiga, Ezra, Nehemija, Estera, Ruta) in zasnutek apokaliptične literature (Daniel). 
Stara zaveza je začela nastajati v 7. stoletju pr. št. (začetek raziskovalci različno datirajo), in je bila v grobem zaključena okrog l. 250 pr. št, dokončno pa šele leta 100, ko so v uradni judovski kanon uvrstili tudi Visoko pesem in Pridigarjevo knjigo. Avtorstvo posameznih spisov je največkrat neznano. Talmud predpostavlja, da je vse spise navdahnil »sveti duh« in jih prisodil pričam Božjega razodetja. Zato Talmud spise z neznanim avtorstvom, npr. v Knjigi prerokov, pripisuje preroku Samuelu, v Knjigi kraljev pa Jeremiji. 
Postava, tj. pet Mojzesovih knjig (Peteroknjižje, Pentatevh) je v judovstvu daleč najpomembnejši del Biblije. Po tradicionalnem judovskem prepričanju se je Bog neposredno razodel Mojzesu, zato ima vsaka beseda izbran in poseben pomen. Kritične teološke šole 19. in 20. stoletja so domnevale, da je Pentatevh človekovo delo in zato zmes različnih starodavnih različic, ki ne obstajajo več in so imenovane kot J, E in P dokumenti. Domnevno naj bi jih redaktor ali več urednikov, znanih kot R, zbral v en dokument med koncem 7. stoletja pr. št. in sredino 5. stoletja pr. št. 
Biblija je edino razširjeno literarno delo o zgodnji zgodovini judovskega obstoja, sicer pa sama knjiga navaja druge naslove na to temo, npr. Knjiga Judovih in Izraelovih kraljev in Knjiga gospodovih vojn. Prav tako je mogoče, da se nekatera dela »pravih prerokov«, »lažnih prerokov« in mnogo poezije ni ohranilo. 

### Apokrifi
Od 3. stoletja pr. št. naprej so se v Bibliji pojavljala literarna kreativna besedila, ki se imenujejo apokrifi (separím hisoním 'zunanje knjige'). Dela so običajno neznanih avtorjev, vključujejo pa fikcijske in moralistične spise (Tobit), poučna dela (Pridigar), popačene zgodovinske alegorije(Judita) in zgodovinska dela (Knjige Makabejcev). Nekatera od njih, npr. dodatek k Esteri, so bila sestavljena z namenom, da osvetlijo zgodovinske dogodke in podatke ali dopolnjujejo očitne pomanjkljivosti v besedilu, druga so bila imitacija biblijskega vzorca ali ustvarjena kot nadaljevanja biblijske tradicije. Nekatera dela so zgodnji midraši, homiletični in moralni komentarji svetopisemskih mest, npr. Apokrif Geneze in Razlaga Habakuka, preroško oznanilo zgodnjih dob do judovsko-rimskega spopada v 1. stoletju pr. št.—1. stoletja. 
Obseg te literature ni znan, pač pa so najdeni rokopisi ob Mrtvem morju pokazali, da je teh del veliko. Tudi že prej znani apokrifi so bili izločeni iz literature, da bi tako preprečili sprejetje v kanon in zatrli stališče odpadniških sekt. Posledično se večina del ni ohranila v izvirnem jeziku (hebrejščini ali aramejščini), temveč so jih v grščini ohranili kristjani. Bolj kot v literarnem smislu so spisi pomembni za spoznavanje zgodovinskih, religioznih, filozofskih in jezikovnih tokov v judovstvu in krščanstvu, npr. tematika nesmrtnosti, vstajenje od mrtvih in mesijanstvo. Spopad judovskega sveta s helenističnim in potreba po dokazovanju prvotnosti judovske tradicije se odraža v zgodovinskih in apologetičnih knjigah, npr. v Četrti knjigi Makabejcev in Aristeju, nacionalistična in revolucionarna razmišjanja so prisotna tudi v rokopisih Mrtvega morja.

### Apokaliptična literatura
V času apokrifov (ok. 200 pr. št. do konca 1. stoletja) se je razvila apokaliptična literatura. Kot apokrifi so bila tudi ta dela v ozadju, ohranila pa jih je krščanska tradicija v grških ali etiopskih prevodih. Knjigam so skupna pričevanja o razkritju prihodnosti in psevdepigrafija, ki trdi, da so jih napisale starodavne in svete osebe. Osrednje teme so eshatološke narave – vprašanje dobrega in zla, vera v vstajenje, vloga Mesije, poslednja sodba in vizija novega življenja. Knjiga Ezre je verjetno nastala po porušenju Templja, saj po tej tragediji naznanja judovskemu ljudstvu, da je Božja volja skrivnostna, a njegova ljubezen do Izraelcev neomajna. Po tem, ko je nad deželo prišlo zlo, bo sledilo 400-letno mesijansko obdobje, ki se bo končalo s sodnim dnem in ponovno oživitvijo in stvaritvijo novega sveta. Značilnost teh del je njihova naravnanost k dopolnjevanju vrzeli v biblijskih tekstih z alegorijami in olepšavami z legendami. Odklonilen odnos rabinov je postopoma povzročil, da so besedila te vrste v hebrejščini in aramejščini izginila. 

### Helenistična literatura
Nekatera dela, ki so bila izvirno pisana v grščini in verjetno v aleksandrijski kulturi, so uvrščena med apokrife ali apokaliptično literaturo, mnogo pa jih je nastalo v judovski skupnosti med 3. stoletjem pr. št. in 1. stoletjem, ki se je naselila na področjih helenistične kulture. Večina del je izgubljenih. Po grškem prevodu Biblije so se pojavile eksegeze in interpretacije v skladu s potrebami Judov na tem območju in apologije judovske vere. Judovska filozofija se je razvila z namenom uskladitve judovske in helenistične misli. Zgovdovinska in leposlovna dela so bila pisana za korist judovskega prebivalstva in v spravljive namene. V Palestini so med drugim nastala dela v hebrejščini in aramejščini izključno za Jude, ki ne vsebujejo tem o prilagoditvi novemu okolju in asimilaciji, temveč je njihov namen pojasnitvi judovsko vero in nauke.

### Prevodi biblije

#### Grški prevod
V 3. stoletju pr. št. se je s prevodom Biblije v grščino (Septuaginta) začel razvoj helenistične judovske literature. Po Aristeasovi listini je Ptolemaj II. Filadelf v Aleksandriji ukazal 70 starešinam, naj prevedejo Sveto pismo v grščino. Septuaginta, kot prvi prevod Biblije, je znatno vplivala na nadaljnje prevode. Grški slog ne prevladuje, saj se prevod naslanja na hebrejske predloge. Prevod ni dobeseden, saj vsebuje tudi komentarje, očitno namenjene uskladitvi svetopisemske in grške misli, želi pa tudi vključiti ideje halake in agade, ki so bile prisotne v palestinski različici. Nekatere od značilnosti besedila so črtanje vseh antropomorfnih izrazov in predvidevanje številnih branj besedila, ki se razlikujejo od standardne različice. Ni jasno, ali so prevajalci delali z različnimi besedili, vsekakor pa so različice ponudile mnogo interpretacij težkih svetopisemskih odlomkov. 
V poznejših stoletjih sta nastala še dva prevoda v grščino. Palestinski rabini so namreč menili, da Septuaginta ni v celoti avtentična, ampak naj bi bila predmet manipulacije kristjanov. Na ukaz mišnajskih modrecev Eliezerja Ben Hirkana in Akive je Akila začel nov prevod na začetku drugega stoletja. Rezultat je bil dobesedni prevod z veliko rabinskimi interpretacijami. Prevod je bil široko rabljen in odobren, vendar je izginil. Ohranjeni so le fragmenti v spisih Origena (185-254), enega od cerkvenih očetov. Prevod Teodotiona (približno l. 200) je prav tako izgubljen, razen različice Danielove knjige. 

#### Aramejski prevod
Prevod Svetega pisma v grščino v Aleksandriji je vzporeden prevodu v aramejščini (Targum) v Palestini. Potreba po razumevanju hebrejskih besedil je bila vzrok za nastanek aramejskega besedila, a je postalo običajno, še posebej v Babiloniji, da se bere Targum skupaj z izvirnikom. Standardni aramejski prevod Pentatevha je Targum Onkelosa, ki je natisnjena v skoraj vsaki verziji hebrejskega Svetega pisma. Talmud ga pripisuje Onkelosu, ki je deloval pod vodstvom Jošua Ben Hananija in Eliezerja Ben Hirkana v prvi tretjini 2. stoletja. Kot prevod Akile je tudi ta dobeseden, vendar dodaja interpretacije halake in agade. Antropomorfizme parafrazira in večinoma sledi rabinski interpretaciji. Drugi prevod je jeruzalemski (palestinska različica Targuma) in je nabor odlomkov iz Pentatevha. Poln je midraških, halaških in agadskih komentarjev. Zadnja redakcija je palestinska iz 7. stoletja, vsebuje pa plasti razlag iz preteklih stoletjih.
Standardni aramejski prevod Prerokov, ki ga Talmud pripisuje Jonahanu Ben Zakaju, Hilelovemu učencu, je verjetno urejanje zgodnejšega gradiva. Spominja na Onkelosov prevod, vendar vsebuje več agadskega izročila. 
Prevod tretjega dela Svetega pisma, Hagiografov, je neznanega avtorstva in je nepopoln. Prevod Pregovorov je precej dobeseden, razširjena je tudi razlaga agade. Knjige Daniela, Ezre in Nehemije, ki so bile delno že napisane v aramejščini, niso bile prevedene.

### Eksegeza
Veliki razlagalec helenističnega judovstva, Filon Aleksandrijski (tudi Filon Judaj) (ok. 30 pr. št.—42), je skušal interpretirati Sveto pismo na načine, ki bi bili sprejemljivi helenistični miselnosti. Razložil je judovstvo za tiste egipčanske Jude, ki so imeli bolj grško kakor hebrejsko omiko. Začel je pisati komentarje k celotnemu Pentatevhu, vendar je le del komentarjev h Genezi in Eksodusu ohranjen (v armenskem in latinskem prevodu). Komentar h Genezi je njegovo glavno eksegetično delo, sestavljeno iz esejev o različnih temah, kot so nepreklicnost Boga in hvalnica modrosti. Filonov pristop je alegoričen, vendar je vztrajal, da se zakoni spoštujejo dobesedno. Njegova alegorična in simbolna eksegeza je nekoliko vplivala na rabinsko misel.

### Filozofija
Judovska filozofija se začne v helenističnem obdobju kot rezultat soočenja dveh svetov. Med prvimi filozofi je Aristobul (ok. 150 pr. št.), ki je skušal dokazati odvisnost peripatetične filozofije od Mojzesovih zakonov. Filon, najvidnejši filozof, je dokazal le malo neposrednega vpliva na judovstvo, toda veliko na zgodovino filozofije in krščansko misel. Ukvarjal se je s problemom popolnega Boga proti nepopolnemu svetu. V njegovi filozofiji je v človeku in vesolju duhovna in materialna dvojnost med dušo in telesom. Najvišje dobro za človeka je modrost, osnova etike pa dolžnost, ki se razvija z izobraževanjem in navado.

### Zgodovina
Med 200 pr. št. in 100 so bila napisana pomembna judovska zgodovinska dela, vendar je razvoj zaostal do ponovnega vzpona v 19. stoletju. Obstajajo zapisi in fragmenti del Demetriusa iz Aleksandrije (začetek 3. stoletja pr. št.) o judovskih kraljih in Evpolemusa (do sredine 2. stoletja pr. št.) iz Palestine na isto temo. Aristeasova listina je vir zgodbe o Septuaginti, napisan verjetno 200—100 pr. št. Tudi Filon je pisal zgodovinska dela, ki opisujejo sodobne dogodke. Najpomembnejši historiograf je Jožef Flavij (1. stoletje) z deli Judovska vojna (sedem zvezkov), Antične umetnine Judov (20 zvezkov) in Proti Apionu. Med vstajo proti Rimu (66-70) je bil Flavij uporniški vojaški guverner Galileje, potem se je vdal Rimljanom. Njegove knjige so prorimske, vendar pojasnjujejo tudi judovsko zgodovino in prepričanja. Napisal je avtobiografijo, v kateri je branil svoj ugled, saj so ga rojaki videli kot izdajalca. Zgodovinska dela tega obdobja so skušala razviti filozofijo judovske zgodovine in z apologijami prikazati judovstvo kot zgodovinsko pomembnejše in resničnejše verstvo kot poganstvo, ki je dominiralo antičnemu svetu

### Halaka in agada
Z Biblijo se je razvila raznolika književnost, ki je vključevala pravo, teologijo, etiko, filozofijo, poezijo, in slovnico. Najpomembnejši del književnosti v tisočletnem obdobju (500 pr. št.—500) sta korpusa spisov halaka in agada. 
Na podlagi Pentatevha je po tradiciji (določene v Mišni) Mojzes prejel pisne in ustne (ustna tora) božje zakone. V obdobju prvega Templja ustno izročilo še ni bilo znano. Talmud pripisuje začetek širitve ustne tore Ezri (ok. 450 pr. št.), soferimom in Veliki sinagogi. Sprva se ustna tora ni smela zapisovati, zato so se je mojstri (tana učili na pamet in jo razlagali svojim učencem. Zgodnjerabinsko slovstvo (Mišna, midraši in Talmud) povzema ustne nauke, ki izvirajo iz Mojzesovih časov. Po zakonu je bilo nujno javno branje Tore s spremljajočimi razlagami, organizacija dnevnega verskega obreda ter dodajanje pravil in zakonodaje okoli Tore.
Najvišji verski svet Sanhedrin, ki ga vodi zugot, je nadaljeval delo soferimov od približno 200 pr. št. Šamaj in Hilel, zadnji par (20 pr.—št.20), sta bila najpomembnejša pri sestavljanju zakonov. V 200-letnem obdobju so se v Palestini razvile različne verskopolitične strani, ki so se razlikovale tudi glede interpretacije in rabe judovskih zakonov. Velika nasprotnika, farizeji in saduceji, sta si izmenjavala premoč, toda nazadnje so na verskopravnem področju prevladali farizeji, saduceji pa so postali pomembna sila civilnega prava. Kljub temu je bilo znotraj gibanja farizejev in vodilnih osebnosti Hilela in Šamaja deljeno mišljenje, ki se je preneslo na njune učence. Hilelova šola je zakone interpretirala širše in popustljivejše, Šamajevo razumevanje tore pa je bilo bolj konzervativno in dobesedno. .
Hilel je vpeljal sedem pravil interpretacije Tore, ki so vplivali tudi na sestavljanje zakonov. Uvedel je npr. prozbul, ki je jamčil revežem posojila tudi v času pred šabatnim letom in tako obšel svetopisemski zakon o omejevanju dolgov. Njegov učenec Jonahan Ben Zakaj (1. stoletje) je bil vodilna rabinska osebnost po uničenju drugega Templja. Začel je eno velikih revolucij v judovski zgodovini s prenosom sedeža oblasti v Yavne oz. Jabneh in tam osnoval Sanhedrin, ki je deloval kot senat za Jude v Palestini in zunaj nje. Potreba po ponovni določitvi judovskih vzorcev je vodila do razširitve ustne tore, ki jo je izvajalo 5 generacij tannaimov. Njegova velika učenca sta bila prva generacija, Jošua Ben Hananja in Eliezer Ben Hirkan, sledili so Akiva in Išmael Ben Eliša z učenci Meirom, Judo Ben Ilajem, Simeonom Bar Jokajem in Ben Halafto. Glavna osebnost pete generacije je bil Juda Ha-Nasi (135-219), ki je uredil Mišno.
Hkrati z razvojem halake, drugega ustnega izročila, se je sestavila agada. Ta obsežen del književnosti uvrščamo v legendarno-zgodovinsko etično-religiozno književnost.
Legendarno-zgodovinska literatura vsebuje zgodbe in kronike, v katerih so opisana življenja svetopisemskih oseb in bibličnih prigod ter rešitve državnih in individualnih sodb in kriz. Pogosto vsebuje zgodovinska dejstva. Veliko tega gradiva so uvrstili v apokrife in Targum. Znani sta tudi posebni zbirki zgodnjega talmudskega obdobja: Megillat Ta'anit in Seder Olam, kronika zgodovinskih dogodkov od začetka do časa Aleksandra, in obe evidentirata in interpretirata dogodke, kot naj bi jih zapisal Ben Halafta (sredina 2. stoletja).
Etično-religiozna agada se osredotoča na filozofijo življenja in vere s praktičnimi in metafizičnimi implikacijami. Pogosto gre za polpesniške oblike ali aforizme basni in prilik. Večinoma se je agada ohranila v Talmudu in zbirkah midrašev. Največji deli sta Pirkei Avot (Besede očetov) v mišni in Avot de-Rabi Natan (Nauk očetov po rabiju Natanu). Dela zajemajo etične in teološke zapise talmudskih modrecev. Agada se ne ukvarja s pravnimi in obrednimi zadevami kot halaka, pač pa homiletična podlaga agade pojasnjuje njene domače izraze in prilike, ljudske povesti, polemike in razglabljanja o odrešitvi in Mesiji. Njene prispodobe so močno vplivale na mistike kabale. To so dela pridigarjev, ki so se odzivali na dogodke tistega časa in razpoloženje ljudi ter skušali povezovati vero in vrednote.
Ustno izročilo halake in agade je po desetletjih in težkih okoliščinah v Palestini postalo prezapleteno, zato so gradivo začeli zapisovati. Osredotočili so se predvsem na halako, ki je pravnozakonsko urejala življenje.

### Halaka
Iz zbirke ustne halake so nastale zbirke Motivated Halakhot, Mišna in Tosefta.

#### Motivated Halakhot
Tu je bil določen niz zakonov, vključno s primernimi bibličnimi odlomki in interpretacijami. Vključuje dela Mekhilta, Sifra in Sifrei.

#### Mišna
Največji pravni red in najstarejše ohranjeno delo rabinskega slovstva je Mišna. To sicer ni uradni kodeks, a so jo poznejši rodovi vzeli za veljavno in postala je temelj halaškega izročila. Zbirko je začel urejati Akiva in njegovi učenci, Juda Ha-Nasi pa je zadnji redaktor, ki je s kolegijem ustno toro razdelil na 6 delov (sedarim), označenih s kratico Šas: (1) Zera'im, ki razlaga zakone, povezane s kmetijstvom; (2) Mo'ed, ki se osredotoča na zakone o praznikih; (3) Nashim zapisuje družinske zakone; (4) Nezikin vsebuje civilne in kazenske zakonike ter uradne postopke; (5) Kodashim se ukvarja z žrtvovanjem, služenju Templju in prehrambenimi zakoni (6) Tohorot pa z rituali čistosti in nečistosti. Bistvo Mišne je določanje praktičnih zakonov in sodb in mišljena kot delo, ki popisuje tudi neaktualne zadeve, npr. zakon o žrtvovanju. Kljub temu da gre za pravni dokument, vsebuje tudi traktate etičnih izjav (Pirkei Avot), določene dogme, misli o nagradi in kazni na tem in drugem svetu. Delo se je zaključilo ok. leta 200, pisano je bilo v hebrejščini. 

#### Tosefta (Dodatki)
Ta dela vključujejo halake, ki so se jim v Mišni izognili, ter pojasnila k trditvam v Mišni in agadi. Zadnja redakcija je verjetno iz leta 500.

#### Talmud
Najpomembnejše delo ustne tore v obliki dolgega aramejskega komentarja razdelkov Mišne je Talmud. Širjenje ustne tore je namreč povzročilo porast literature, znane pod imenom Gemara, spodbudo pa je vodilo dejstvo, da je bila Mišna kratka in jedrnata, in da zato potrebuje razlage, prav tako je obstajalo tisoče halak, ki niso bile vključene v Mišno ali Tosefto (poimenovane beraiot ali baraita), hkrati pa so se vsakodnevno pojavljali novi problemi, ki so zahtevali nove rešitve. Oblikovali sta se dve Gemari: krajša v Palestini, znana kot jeruzalemski Talmud (Jerušalmi),redigirana ok. leta 400, in veljavnejša daljša babilonska (Bavli). Gemari sta skupaj z Mišno znani pod skupnim imenom Talmud. 
Naloga obeh Talmudov je zabeležiti Mišno in ji slediti z Gemara komentarji. Mišna temelji na Bibliji, Talmuda pa na Mišni. Ukvarjata se predvsem s halako, vendar pa se šestina Jerušalmija in tretjina Bavlija posvečata tudi agadi, ki zajema tudi midraš, filozofijo, medicino, folkloro, magijo in celo pregovore. Biblijo je treba proučevati samo v resnem razpoloženju, Talmud pa naj bi brali dobre volje.

##### Palestinski (jeruzalemski) Talmud,Jerušalmi
Jerušalmi obsega le eno osmino babilonske različice in je intelektualno, dialektično in logično manj kvalitetno delo. Pojasnila Mišne so običajno neposredna, a včasih nejasna, delno tudi zato, ker so bile določene teme v Palestini samoumevne in niso potrebovale v razlage, v Babiloniji pa so bile okoliščine drugačne. Halake tu niso predstavljene niti razložene, zapisani so le nepopolni odlomki. Redakcija je očitno nastajala v neugodnih razmerah, saj so razmere Judov v Palestini začele upadati zaradi visokih davkov, poslabšanja gospodarskih razmer, pogostega preganjanja in selitve tamkajšnjih modrecev iz akademij v Babilonijo. 

##### Babilonski Talmud,Bavli
Babilonski Talmud je nastajal pod ugodnejšemi pogoji, saj je Babilonija imela ugledne akademije, kot sta Nehardea in Sura ter kasneje Pumbedita in Mahoza, in avtonomno vlado. Babilonski Talmud je bolj urejen od jeruzalemskega, saj je redakcija trajala več kot 100 let. Vsebuje veliko uredniških razlag, gradivo je natančno analizirano in logično usklajeno, podane hipoteze so preverjene, slog pogosto gostobeseden. Pisan je v aramejščini kot Jerušalmi, vendar v vzhodnem narečju, v obeh pa so primesi hebrejščine.
Celoten Tamud je več kot zakonik, saj odraža judovski pogled na Boga, človeštvo in družbo, teologijo in etiko, judovske vrednote in način izražanja vrednot v vsakdanjem življenju. 15 stoletij je bil glavni predmet preučevanja in vodnik judovskega življenja.

### Agada

#### Midraši
Midraš je poimenovanje za razne zbirke homiletičnih interpretacij Biblije. Veliko midrašev sicer vsebuje Talmud, vendar je bila zaradi njihove razpršenosti in neorganiziranosti potreba po tem, da se interpretacije Biblije organizirajo v knjige in poglavja. Midraši so bili zbrani iz različnih krajev, Palestine, Babilonije in celo Italije med 6. in 12. stoletja, čeprav je veliko gradiva zgodnejšega datuma. Večinoma so pisani v aramejščini. Vsebujejo homilijerabijev, ki so pridigali v sinagogah in učilnicah, in za razliko od modernih pridig vključujejo tudi Pentatevh, Knjige prerokov in Hagiografe. Midraši sicer ne vsebujejo popolnih pridig, ampak bolj ideje, ilustracije ali posebne interpretacije. Nadarjeni pridigarji so se posluževali zgodb, poetičnih trditev, parabol in epigramov. Z midraši so mirili protislovja v Bibliji, domišljijsko izražali teološke zamisli ter podajali sodobna sporočila iz bibličnih besedil navadnim ljudem

##### Midraš Raba (Veliki Midraš)
Midraš Raba je prva velika zbirka, ki vsebuje midraše k vsaki knjigi Tore in vsem petim megilam (megillot). Najstarejši del, ki pojasnjuje genezo, je iz 6. stoletja, zadnji pa pojasnjuje četrto Mojzesovo knjigo (Numeri), in je iz 12. stoletja. 

##### Tanḥuma-Yelammedenu
Druga pomembna zbirka je Tanḥuma-Yelammedenu, cikel k Pentatevhu, v treh različicah. Prva je iz 6. stoletja, verjetno nastala v Palestini, drugi dve pa iz poznega 9. stoletja.

##### Pesikta
Zbirka midrašev Pesikta (paska, 'deliti') ima dve različici: Pesikta de-Rav Kahana je bila verjetno zbrana v Palestini pred koncem 7. stoletja. Pesikta Rabbati je bila sestavljena l. 845., raba hebrejščine in odlomki z rimano poezijo pa nakazujejo, da je nanjo vplivala palestinska hebrejska pesniška šola, ki se je razmahnila v 7. stoletju. Vsebujeta homilije k Tori in branja Prerokov za praznike in posebne šabate.

##### Drugi homiletični midraši
Podatki kažejo, da so obstajali midraši k vsem preroškim knjigam in Hagiografom, vendar so večinoma izgubljeni. Danes so znani Midraš Tehillim, ki vsebuje homilije, Midraš pregovorov ima naravo agadskih komentarjev in je poln parabol in kratkih homiletičnih interpretacij, in Midraš Samuela. Vse zbirke so iz 10. ali 11. stoletja, verjetno sestavljene v Italiji. 
Značilnost vseh ciklov midrašev je njihova osredotočenost na biblijske odlomke in refleksija mišljenja in izkušenj mnogih generacij. 

##### Nehomiletični midraši
V drugi vrsti midrašev pripovedovalci poučujejo o etiki in religiji, nagradi in kazni, raju in peklu in mesijanski doktrini, razpravlja o tudi kozmogoniji, astronomiji in koledarju. Pogoste so legende in zgodbe, podobne apokrifskim, pisane v poetičnem slogu. Primer: Pirkei de-rabin Eliezer iz 8. stoletja in Seder Eliyahu iz 10. stoletja. Zadnja vsebuje moralistične razgovore o Tori, ljubezni do Izraela, človeštva in Boga. Pisana je v hebrejščini in je polna parabol in zgodb. Druge zbirke so iz 8., 9., in 10. stoletja na temo Mojzesa, Salomona in Mesije.

## Srednjeveško obdobje (500—1750)
V tem obdobju so dela nastajala predvsem v hebrejščini in aramejščini, proti koncu obdobja pa tudi v jezikih jidiš in ladino. Zaradi preseljevanja Judov je nastalo tudi mnogo prevodov in priredb, prav tako pa je hebrejščina, ki v obdobju Talmuda zamrla kot literarni jezik, sedaj ponovno oživela, predvsem v Palestini in Španiji. 

### Slovnice in slovaropisje
Masora je tradicija pisanja, skupno delo mnogih generacij in prvo filološko udejstvovanje. Masoritski teksti so nastajali že v 6. stoletju. Vsebujejo način izgovarjanja črk, definicije samoglasnikov, ketiv in keri, ločevanje v stavke in odstavke in splošnega urejanja hebrejske Biblije ter označuje, katere besede je treba brati drugače od zapisanih oblik. Vsa masoritska dela je zbral Jacob b. Hayyim in jih natisnil v Bombergovi verziji Biblije l. 1525. Elijah Levita (1468—1549) je objavil Masoret ha-Masoret, kjer je pojasnil način branja in rabe masoretskega gradiva.
V Babiloniji je Saadiah b. Joseph Gaon (10. stoletje) napisal slovar Agron in slovnico Sefer ha-Lashon. Mahberet je slovar biblijskega jezika in slovnice, avtorja Menaheba ibn Saruqa iz Španije. Jonah Ibn Janah je skoraj v celoti strukturiral hebrejsko slovnico v Knjigi kritike, sicer v arabščini, posvetil se je skladnji. Isaac Profiat Duran (15. stoletje) je v Ma'aseh Efod kombiniral logične strukture z izdelano filozofijo o jeziku. Zadnji pomembni slovničar je Elijah Levita, njegov Meturgeman je prvi slovar Targuma. 

### Eksegeze
V tem obdobju so se razvile štiri metode interpretacije Biblije: peshat oz. pešat (h. 'preprost'), derash oz. deruš (midraški, agadski), remez (alegorični in filozofski), sod (mistični, skrivni pomen). Pisci slovarjev so bili dejavni tudi na tem področju. Saadiah b. Joseph Gaon je prevedel Biblijo in v arabščini napisal komentarje k njej, večina gradiva je izgubljenega. Največja osebnost te dobe je Raši, z mešanico pešata in deruša je komentiral skoraj celotno Biblijo od besede do besede. Abraham Ibn Ezra (12. stoletje, Španija), David Kimhi in Samuel b. Meir so interpretirali Biblijo po metodi pešat. Drugi vidnejši pisci so še Nahmanides (13. stoletje) in Bahya b. Asher z metodo sod, Maimonides pa z metodo remez. 

### Poezija
Poleg razmaha molitvenikov in hebrejske poezije, ki je postajala del liturgije, se je v tem času pojavil val posvetnega pesništva. Na nastanek ljubezenskih in pivskih pesmi, didaktične poezije in epigramov je vplivala arabska književnost in svetopisemska lirika. 
Pojavile so se nove oblike, npr. sonet in trivrstičnice; akrostih, rima in metrum pa so postali značilni elementi. 
Liturgično poezijo, ki je nastajala v Palestini v 7. in 8. stoletju, so sestavljali Yose b. Yose (obredna pesnitev Avodah), Yannai in Eleazar Kallir (Geshem). Pesniki paytanim so ustvarjali religiozne pesnitve, imenovane piyyutim, selihot in kinot. Avtorji piyyutimov so Meshullam, Kalonymus (ok. l. 1000, molitev U-Netanneh Tokef), Mojzes in Jekuthiel (ok. l. 1050). V Franciji in Nemčiji sta vidnejša avtorja Gershom b. Judah in Ephraim iz Bonna (Himna skupnosti).V Španiji je Samuel ha-Nagid pisal ljubezenske pesmi, elegije in vojne refleksije, Solomon ibn Gabirol pa tudi religiozne in filozofske). Mojzes ibn Ezra, za nekatere Jude največji hebrejski pesnik, je napisal veliko pesnitev Tarshis v 1210 verzih, Judah b. Solomon Al-Harizi pa je Tahkemoni napisal v obliki maqama (rimana proza). Abraham b. Samuel Ibn Hasdai in Shem Tov b. Joseph Falaquera sta znana po didaktični poeziji. V Italiji je v 13. stoletju po vzorcu Al-Harizija maqamo pisal Immanuel Rimski. Njegova ljubezenska poezija je erotična, proza v verzih Mahborot pa posnema Dantejevo Božansko komedijo. V 15. stoletju je deloval Moses Rieti (Heikhal), v 17. pa Leone Modena, brata Jacob in Emmanuel Frances ter Moses Zacuto, s katerim se srednjeveška poezija tudi zaključi. Zacuto je v hebrejsko literaturo prinesel poetično dramo, znani sta Yesod Olam in Tofteh Arukh.

### Rabinska literatura

#### Komentarji (meforshim)
V Babiloniji so v 9. stoletju ustvarjali gaon Zemah (slovar in komentarji talmudskih fraz in odlomkov), Saadiah in Abraham Ibn Daud. V Španiji je Isaac b. Jacob Alfasi napisal Halakhot, izvleček Talmuda, ki je postal osnovno talmudsko študijsko gradivo. Na francosko-nemškem območju je Talmud razlagal Gershom b. Judah, najznamenitejši pa je Raši. Komentarji so razlage, zapisi, pojasnila in analize Talmuda, Mišne in drugih zakonikov.

#### Zakoniki
angleščina

#### Responsa
angleščina

### Metodologija
Četrto področje delovanja rabijev je metodologija, tj. vprašanja talmudske logike, izrazov in pravil. 

#### Filozofija in teologija
Filozofijo so spodbudili stiki z drugimi kulturami in neskladja oz. odpori znotraj judovstva. Karaiti so zavračali Talmud, šola Hiwi al-Balkhi pa je ostro napadala Biblijo, zato so judovski filozofi iskali dokaze o obstoju Boga in zagovarjali načela vere. V arabščini so od 9. do 11. stoletja pisali David ibn Marwan al-Mukammis (Knjiga dvajsetih traktatov), Isaac b. Solomon Israeli (Knjiga elementov), Saadiah Gaon (Emmunot ve-De'ot), vse na temo Božje eksistence, večnosti in razodetja. V Španiji je Solomon ibn Gabirol napisal veliko filozofsko delo Mekor Hayyim v neoplatonističnem stilu, ki pa je bilo med Judi manj sprejeto. Prvo filozofsko delo v hebrejščini je Negyon ha-Nefesh ha-Azuvah avtorja Abrahama b. Hiyye, o mikrokozmosu je pisal Joseph b. Zaddik, za največje judovsko filozofsko delo pa velja Maimonidesov Moreh Nevukhim (Vodnik zbeganih) iz l. 1190, sinteza procesov judovske filozofije, ki je doživel velik odmev in vplival na prevode drugih filozofskih del v hebrejščino, pa tudi na nastanek hebrejske filozofske terminologije. Za Maimonidesom je bil pomemben Levi b. Gershom z delom Milhamot Adonai, ki delno sledi Aristotelovemu pogledu na svet in dušo. 

#### Etika
Dela, posvečena izključno etičnim vprašanjem, so pisali Bahya ibn Paquda, Hovot ha-Levavot, kjer je v središču pozornosti veličina človeka, moralno vedenje in odnos do Boga; Judah Samuel he-Hasid v 12. stoletju s francosko-nemškega področja, Sefer Hasidim, v 13. stoletju Jonah b. Abraham Gerondi in Bahya b. Asher, največje in najpopularnejše delo pa je napisal Isaac Aboab iz Toleda, Menorat ha-Ma'or. Spis je bogat z agadskimi alegorijami in parabolami, ki služijo ilustraciji njegovih navodil. Novo obdobje napoveduje delo Kav ha-Yashar avtorja Zevija Hirsch Koidonovra iz l. 1705, v hebrejskem in jidiš jeziku, saj reflektira krepak in mističen duh poljskih Judov.

#### Mistična literatura
v angleščini

#### Jidiš književnost
v angleščini

#### Moderna judovska literatura
v angleščini

## Judovska literatura pri Slovencih
Judovska literatura v slovenskih prevodih
V slovenščino je prevedeno leposlovje pomembnih izraelskih judovskih avtorjev Shmuela Yosefa Agnona (Nobelov nagrajenec l. 1966), Ephraima Kishona in Amosa Oza; jidiš pisateljev Scholema Aleichema in Isaaca Bashevisa Singerja (Nobelov nagrajenec l. 1978); ameriški avtorji v slovenščini so Gertrude Stein, Saul Bellow (Nobelov nagrajelec l. 1976), Norman Mailer, Bernard Malamud, Philip Roth, poezija Allena Ginsberga in sodobniki prozaisti Paul Auster, Michael Chabon, Jonathan Safran Foer in znan avtor stripov Art Spiegelman. V slovenščini so vplivna in pogosto obravnavana dela nemških piscev Heinricha Heineja in Franza Kafke, prevedena je poezija avtoric Else Lasker-Schüler in Nelly Sachs (Nobelova nagrada l. 1966) ter romani Liona Feuchtwangerja, Edgarja Hilsenratha, Anne Seghers, Jakoba Wassermanna in Stefanie Zweig, in pa pomembni ruski pisci Isaak Babel s kratko prozo, Boris Pasternak (Nobelova nagrada l. 1958), Josip Aleksandrovič Brodski (Nobelova nagrada l. 1987), Vasilij Grossman ter poezija Osipa Emiljeviča Mandelštama. 
V slovenščini so pisale avtorice judovskih korenin Berta Bojetu Boeta, Miriam Steiner (Vojak z zlatimi gumbi) in Zlata Medic-Vokač (Marpurgi).
V slovenskem zgodovinskem romanu se judovska tematika pojavlja v delih Frana Detele (Véliki grof), Lojza Ilije (Zadnji rabin v Ljubljani), Alojza Rebule (Jutri čez Jordan), Januša Golca (Kruci), Andreja Hienga (Čarodej), Mimi Malenšek (Mlin nad Savo), Rada Murnika (Hči grofa Blagaja), Jakoba Sketa (Miklova Zala), F. S. Šegule (Rabi Jehuda), v kratki prozi pa pri Ivanu Cankarju (Krčmar Elija) ter Mišku Kranjcu (Os življenja). 
V slovenskem pesništvu je najbolj izraziti judovski avtor pesnik Janez Premk (Ivan Branko Premk), po materi Jud. Objavil je dve pesnitvi z judovsko tematiko (Masada in Mrtvo morje), tudi njegove preostale pesnitve pa ponazarjajo motive iz zgodovine, judovske mistike in tradicije.
Judovsko tematiko pri slovenskih piscih so raziskovali Luka Zibelnik (Antisemitizem Ivana Cankarja), Denis Poniž (Antisemitizem v drami Herman Celjski Antona Novačana) in Lukács Zsolt (Tomaž Šalamun in mistično izkustvo).